# Iglesia de San Jorge (Piran)
La Iglesia de San Jorge es una iglesia católica ubicada en una colina sobre Piran, una ciudad portuaria en la costa del Mar Adriático, en el suroeste del país europeo de Eslovenia. Fue construida en el estilo arquitectónico del Renacimiento veneciano y fue dedicada a San Jorge. Fue el trabajo de la vida de Bonfante Torre que era oriundo de Venecia.
La primera iglesia en la cima de la colina fue construida ya en el siglo XII. En 1592, una construcción de una nueva iglesia comenzó en el mismo lugar, en sustitución de la anterior. La construcción de la nueva se terminó en 1614.